# Ana Radović
Ana Radović (ur. 21 sierpnia 1986 w Sarajewie w Bośni i Hercegowinie) – czarnogórska piłkarka ręczna, reprezentantka kraju grająca na pozycji lewej rozgrywającej. Wicemistrzyni olimpijska 2012.
Obecnie występuje w duńskiej lidze, w drużynie KIF Vejen.

## Sukcesy

### reprezentacyjne
Igrzyska Olimpijskie:
- 2012

### klubowe
Mistrzostwa Serbii i Czarnogóry:
- 2006

Mistrzostwa Czarnogóry:
- 2007, 2008, 2009, 2010, 2011, 2012

Puchar Czarnogóry:
- 2007, 2008, 2009, 2010, 2011, 2012

Liga Mistrzyń:
- 2012

Liga Regionalna:
- 2010, 2011, 2012
- 2009

Puchar Zdobywców Pucharów:
- 2010